# Мілтон Паласіос
Мілтон Хосе Паласіос Суасо (ісп. Milton José Palacios Suazo, нар. 2 грудня 1980, Ла-Сейба, Гондурас) — гондураський футболіст, що грав на позиції захисника. Виступав за національну збірну Гондурасу. Старший брат футболістів Джеррі, Вілсона та Джонні.

## Клубна кар'єра
У дорослому футболі дебютував 1998 року виступами за команду клубу «Олімпія», в якій провів один сезон. 
Протягом 1999—2002 років захищав кольори команди клубу «Депортіво Вікторія».
Своєю грою за останню команду знову привернув увагу представників тренерського штабу клубу «Олімпія», до складу якого повернувся 2002 року. Цього разу відіграв за клуб з Тегусігальпи наступні п'ять сезонів своєї ігрової кар'єри.
Протягом 2007–2009 та 2009–2010 грав у складі клубу «Марафон».
Завершив професійну ігрову кар'єру у гватемальському клубі «Петапа», за команду якого виступав протягом 2011—2012 років.

## Виступи за збірну
2003 року дебютував в офіційних матчах у складі національної збірної Гондурасу. Протягом кар'єри у національній команді, яка тривала чотири роки, провів у формі головної команди країни 15 матчів.
У складі збірної був учасником розіграшу Золотого кубка КОНКАКАФ 2003 року у США та Мексиці.